# Der Lustmolch
Der Lustmolch (The Lust Lizard of Melancholy Cove) ist ein Buch von Christopher Moore.

## Daten
Erstmals veröffentlicht wurde es im Jahr 1999. Es ist der Nachfolger von Der kleine Dämonenberater  (Practical Demonkeeping) aus dem Jahr 1992 und teilt mit ihm auch einige Charaktere. In Deutschland erschien es in der Übersetzung von Christoph Hahn als Erstausgabe 1999 (ISBN 3-442-54106-9) bei Goldmann und  2001 im Goldmann Verlag (ISBN 3442449863) als Taschenbuch.

## Inhalt
In Pine Cove taucht durch menschlichen Einfluss verursachte Umweltaktivitäten ein prähistorisches Seeungeheuer aus seinem Unterwasserversteck auf. Es kann seine Form verändern und strömt ein Pheromon aus, das unkontrollierbare Lust unter den Bewohnern von Pine Cove hervorruft. Nachdem es sich irrtümlich mit einem Tankwagen paaren wollte, versteckt es sich in einem Wohnwagenpark und erregt die Neugier des früheren B-Moviestars Molly Michon, die zu dem verletzten Ungeheuer ein gutes Verhältnis aufbaut.
Inzwischen untersucht der Polizist Constable Theophilus Crowe einen seltsamen Selbstmord und die Aktivitäten seines korrupten Chefs. Als das Ungeheuer damit beginnt, Bewohner von Pine Cove aufzufressen und sich in das Crystal-Meth-Geschäft von Theos Boss einmischt, tun sich Molly und Theo zusammen, um dem Ungeheuer die Flucht zu ermöglichen und gleichzeitig den Chef zur Strecke zu bringen.

## Kritiken
James Sallis pries das Buch Der Lustmolch, indem er sagte: Moores Roman beinhalte „all das beste komische Schreiben, etwas jenseits von Witzeleien, Karikaturen, sich drehenden Tellern und verrückt-verdrehten Türmen, etwas unentwirrbares, das verschwindet, wann immer wir direkt darauf schauen: der Sinn dafür, dass wir vielleicht immer noch in der Lage sind, unsere immer weitere hinabsinkende Kultur durch eine dezente einfache Menschlichkeit zu retten.“